# عنکبوت طاووسی
عنکبوت پیکاک یا عنکبوت طاووسی (نام علمی: Maratus volans) عنکبوت‌هایی از سردهٔ طاووسیان هستند که به تیرهٔ عنکبوت‌های جهنده تعلق دارند.
عنکبوت پیکاک بسیار کوچک است و اندازه‌اش از چهار میلی‌متر فراتر نمی‌رود. محل زیست آن در کوئینزلند و نیو ساوث ولز استرالیاست.
این عنکبوت‌های رنگارنگ را به جرأت می‌توان یکی از جالب‌ترین جانوران استرالیا دانست. رنگ‌هایشان که تنها در جنس نر دیده می‌شود برای جفت‌یابی و جفت‌گیری لازم است. البته دلیل نامیدن این عنکبوت‌ها به «طاووسی» فقط برخورداری آن‌ها از رنگ‌های زیبا نیست، بلکه مانند طاووس‌ها رنگ‌های زیبای خود را نشان می‌دهند و جفت‌پاهای خود را به چپ‌وراست بلند می‌کنند تا مگر توجه عنکبوت ماده جلب شود. توجه عنکبوت ماده البته همیشه جلب نمی‌شود و در این‌مواقع بیم خورده شدن جنس نر وجود دارد؛ این احتمال حتی زمانی‌که جنس ماده توجه نشان می‌دهد و با یکدیگر جفت می‌شوند هم کاملاً از بین نمی‌رود.